# Даугавские ливы
Земля Даугавских ливов была одной из древних земель ливов на территории Латвии, которая простиралась в низовье Даугавы от Айзкраукле до устья Даугавы в Риге. Земли Даугавских ливов прозвали вначале Ливонией, а позже крестоносцы это название уже относили ко всей завоёванной территории, охватывавшей нынешние Латвию и Эстонию. Хроника Генриха Латвийского называет даугавских ливов «верхними ливами» (livones superiores). Самоназвание ливов было «вейналы» (Veinalenses, с ливского «Вейна» — Даугава) или «даугавчане», «жители Даугавы» (на латинском Dunenses).

## Края Даугавских ливов во время крестовых войн
В конце XII века вдоль Даугавы вокруг центральных городищ существовало несколько ливских краёв:
1. край Рижских (Rige) ливов; им управлял ливский старейшина Ассо (Asso), крещённый в 1200 году
2. край Саласпилсских (castrum Holme) ливов; которым управлял ливский старейшина и правитель Ако (Ako princeps ac senior Lyvonum Holmensium), погибший в сражении с крестоносцами 4 июня 1206 года
3. край Икшкильских (castrum Ykescolae) ливов; первым епископом был Мейнард; с 1201 года там управлял вассал епископа Альберта Конрад фон Мейендорф, позже зять короля Герсики
4. край Лиелвардских (castrum Lenevarde) ливов; где управляли ливский старейшина Улдевен и с 1201 вассал епископа Альберта Даниил
5. край Айзкраукльских (castrum Asscrade) ливов; им в 1219 управлял ливский старейшина Висвалдис (Viewaldus)

### Рижские ливы
На территории нынешней Старой Риги в XII в. находились два ливских посёлка. Один располагался возле речки Ридзиня, где она образовывала естественное озеро или гавань. Второй у берегов Даугавы, возле устья Ридзини. Последние остатки речки исчезли в конце 1860 года. Ныне в центре Риги, на Ливской площади, с помощью волнистой брусчатки и насаждений, визуально отмечено русло Ридзини. Недалеко от посёлков был могильник и «Рижская гора» — возможное городище, возле которой в сражении с ливами 24 июня 1198 года погиб епископ Бертольд.
Дома в посёлках были деревянные с круглопалочным покрытием улиц. В среднем дома были размером 4 — 5 метров. Зазоры между брёвнами заполняли мхом, углы заделывали глиной (Цауне 1984).
В 1207 году началось строительство каменной стены, которое закончилось в 1210 году. Стена дошла до Даугавы, взяв в свои каменные объятия и ливские посёлки.
До северо-восточной части Риги — Юглы доходили земли Ропажских ливов. О ливских торговцах из Ропажи свидетельствует запись в книге должников XIII века: «Имаке и сына его Каги с Родопойс [Ропажи], которым в Риге принадлежало три дома». В документах 1226 года о границах Риги сказано, что пашни и луга вокруг озёр остаются владениями их старых владельцев — Ропажских ливов. Югла одно из редких ливских слов, которые сохранились в названиях Риги («jog», «joig» — река).

### Саласпилсские ливы
В округе очень богатый археологический материал, раскрывающий древнюю историю края. Путём раскопок исследованы несколько древних поселений (Doles Ķivutkalns, Salaspils Reznas, Doles Rauši, Vampenieši, Salaspils Laukskola, Salaspils Lipši, Salaspils Vējstūri). Ценный материал найден в Лауксколе, где обнаружена стоянка позднего палеолита, поселение древних балтов (1-е тысячелетие н. э.) и два поселения ливов X—XIII столетий н. э.
В 1186 году на небольшом острове возле Саласпилса с одобрения местных ливов епископ Мейнард построил каменный замок. Дабы побудить Мейнарда на этот шаг, ещё летом 1185 года крестились первые Саласпилсские ливы — Viliendi, Uldenago, Vade, Valdeko, Gerveders, Vieco. С середины XIII века остров называли Kircholm (Церковный остров), c XVII века — Mārtiņsala. Хроника Генриха Латвийского пишет про Ако из Саласпилса: «князь Ако…подстрекал короля полоцкого к войне с рижанами, собирал литовцев, созывал на бой против рода христианского жителей Торейды и всю Ливонию [то есть всех ливов]… [в 1206] был убит, а голову его, как трофей победы, послали епископу».
В XIV веке крестьяне и рыбаки были лично свободны, но платили подати, например: «Саласпилсские ливы дают Риге одну треть от всего воска и мёда, что собрано из всех бортьей, которые им принадлежат.» C XIII — середины XVII века в Саласпилсе некоторые крестьяне — т. наз. Саласпилсские короли (ср. куршские короли) сохраняли привилегии и значительное имущество. Два больших их рода были Конинги и Питкеяни (позже Ведмеры, Леймани), предки которых были местными правителями ещё до немецкого вторжения.
В XVI веке, по видимому, местные ливы окончательно слились с латышами. Ливские названия сохранились в названиях речушек Пикюрга, Лебява и др.

### Икшкильские ливы
Вдоль Даугавы ливские посёлки почти прилегали друг к другу или находились на расстоянии несколько километров, образуя посёлочные агломерации по 2 — 3 посёлка вместе. Исключением был Икшкиле, который располагался несколько обособленно и из-за этого назывался Икшкила (с ливского üks — «один» и küla — «посёлок»). Обширные раскопки показали, что древний посёлок занимал площадь около 5 гектаров. В нескольких километрах от поселения находилось городище.
В 1184 епископ Мейнард построил первую в Ливонии церковь, где крестились Икшкильские ливы «Ило (Ylo), отец Кулевены (Kulewene) и Виезо (Viezo), отец Ало (Alo)». Выдвинув ливам условие принять крещение, через год в Икшкиле, а в 1186 году и в Саласпилсе приглашённые Мейнардом мастера с Готланда построили каменные замки. После строительства все крещённые ливы отказались от христианства, избили семейство епископа и разграбили его имущество.
В 1198 году прибывшие крестоносцы начали уничтожать ливские посевы, вынуждая их принять крещение — в Саласпилсе крестились около 50, а в Икшкиле около 100 жителей. После отбытия войска, ливы снова отмывали от себя крещение в Даугаве, разграбили всё церковное имущество и прогнали из Икшкиле священников. Весной 1199 совет ливов решил, что все священники, которые не покинут их земли, будут убиты.
В 1200 ливы напали на войско третьего епископа Альберта, которое направлялось в Икшкиле. Среди погибших крестоносцев был и некий священник Николай. Им также удалось захватить один из немецких кораблей и перебить его команду, однако поджоги посевов заново вынудили заключить перемирие.
В 1205 году были убиты 17 крестоносцев, которые покинули стены Икшкильского замка. В 1206 году икшкильские ливы жестоко казнили двух крестившихся соотечественников, которые сотрудничали с немцами. Летом того же года ливы были покорены.
В XVII веке национальный состав Икшкильского края был довольно однороден и, не считая небольшой немецкой общины, абсолютное большинство составляли латыши, в том числе потомки ливов. Хотя нет письменных источников, свидетельствующих об ассимиляции местных ливов, кажется, что к тому времени она полностью закончилась.
Некоторые названия речушек в Икшкильском краю — Легерурга, Урга, Урдзиня — ливского происхождения.

### Лиелвардские ливы
В Лиелварде находилось ливское городище, крепость и поселение, занимавшее несколько гектаров (Zariņa 1977, 76-79; 1978, 94-98). Несколько ливских деревень находилось в 2 — 5 км от центра. Как и другие Даугавские ливы, жители Лиелварде в труднодоступном месте в лесу имели городище-убежище. Возможно, им служил холм в 6 км от центра, не имеющий культурного слоя, но в народе называемый городищем, о чём свидетельствовало и название близлежащего хутора «Pilskalni» (на латыш. городище) (Bielenstein 1892, 44).
Летом 1201 года Лиелварде в виде феода епископ Альберт вручил рыцарю Даниилу. Прибыть в Лиелварде Даниил смог лишь в 1206 году, после покорения ливов. Он поселился на горе Диевукалнс напротив ливского городища. Поселение возле городища крестоносцы сожгли во время военного похода в 1205 году.
В 1212 году в Саттезеле собрались «лиелвардцы, салийцы [Саласпилсские ливы], турайдцы и все ливы и латгалы». Затем они начали укреплять свои городища, чтобы после сбора урожая начать всеобщее восстание и «всех немцев и христианское слово изгнать с земли ливской». Однако их план был раскрыт, Лиелвардское городище сожжено и без поддержки других ливов Аутинское восстание подавлено.
В 1213 году в Лиелвардский край вторглись литовцы. Они убили нескольких человек в ливских посёлках и угнали с собой женщин, детей и скот. Был захвачен в плен и ливский старейшина Улдевене, которого позже в виде выкупа обменяли на голову погибшего литовского военачальника.
В Лиелвардском краю в местном латышском наречии сохранились ливские черты — ливское наречие средней Даугавы, где оно смешалось с земгальским и отчасти селонским говором.

### Айзкраукльские ливы
Айзкраукле был самым восточным ливским портом на водном пути Даугавы. Городище довольно крутое. В его восточном конце в глубоком овраге протекает речка Ашкьере или Астьере, давшая, думается, название древней Айзкраукле. В западном конце — ручей в умеренно глубоком овраге, в южном — долина Даугавы с пойменным лугом, в северном — тоже луговая долина. Площадь городища 0,5 га, форбурга — 0,1 га, поселения и порта — 3 га (Brastiņš 1930, 37). Поблизости два могильника (Айзкрауклес и Леясжагару), где раскрыто около 100 погребений 9 — 12 столетия. Раскопки показали, что в Айзкраукле было большое культурное влияние латгалов и земгалов (Urtāns 1983, 34-49).
Впервые Айзкраукле (Asscrade) упомянута в 1204 г. в связи с совместным нападением Айзкраукльских и Икшкильских ливов и литовцев на Ригу.